# Erbè
Erbe település Olaszországban, Veneto régióban, Verona megyében. Lakosainak száma 1878 fő (2023. január 1.). Erbè Isola della Scala, Nogara, Sorga, Trevenzuolo és Castelbelforte községekkel határos.

## Népesség
A település népességének változása:
| Lakosok száma | 1888 | 1923 | 1878 |
|               | 2017 | 2018 | 2023 |